# Крушение Су-34 в Ейске
Катастрофа Су-34 в Ейске — авиационная катастрофа, произошедшая в понедельник 17 октября 2022 года около 18 часов 25 минут в городе Ейске. Истребитель-бомбардировщик Су-34 рухнул на девятиэтажный жилой дом.
Погибли 16 человек (в том числе одна семья из семи человек), пострадали 43, из которых 25 были госпитализированы. Последняя жертва трагедии — шестилетняя девочка — умерла в больнице Краснодара 16 февраля 2023 года.
По данным издания The Bell, эта катастрофа — как минимум десятая небоевая потеря российской авиации с начала вторжения России на Украину.

## Фон
Катастрофа произошла на фоне российского вторжения на Украину. Самолёты Су-34 использовались Россией на войне с Украиной. При этом журналисты отмечали, что город Ейск расположен недалеко от Украины — в 60 километрах от Мариуполя, а до Бахмута, где на момент катастрофы продолжались ожесточённые бои, по прямой всего 200 километров. Однако об использовании бомбардировщиков с авиабазы в Ейске информации в открытых источниках не было.
При этом в Ейске расположен 859-й Центр боевого применения и переучивания лётного состава морской авиации ВМФ, базирующийся в аэропорту совместного базирования. Однако журналисты отмечали, что Су-34 не состоит на вооружении ВМФ РФ и об использовании его для обучения пилотов морской авиации ранее в открытых источниках не сообщалось. Но журналисты констатировали, что тренировочный комплекс в Ейске использовался и для подготовки других военных летчиков.

## Ход событий
По утверждению Минобороны России, катастрофа произошла во время учебно-тренировочного полёта. После взлёта самолёт пробыл в воздухе меньше трёх минут. По предварительной версии, её причиной послужил загоревшийся при взлёте двигатель. Пилоты успели катапультироваться. Огонь от воспламенившегося топлива охватил часть дома. Жители пострадавшего дома были эвакуированы в пункты временного размещения. На месте катастрофы была слышна детонация боеприпасов самолёта. Глава МЧС России Александр Куренков заявил, что взрыва после падения самолёта не было, а пожар возник в результате разлива горючего. Площадь пожара составила 2 тысячи квадратных метров.
Украинский авиационный эксперт Валерий Романенко отметил отсутствие крупных взрывов, притом что самолёт способен взять до восьми тонн бомб, и предположил, что причиной мелких взрывов, которые были слышны после падения самолёта, были либо патроны к 30-мм пушке, либо учебные снаряды. По его словам, «если бы вылет был боевой, половины дома бы не было».

## Расследование
Следственный комитет России основной версией произошедшего назвал техническую неисправность воздушного судна.